# 人間大學レコード
人間大學レコード（にんげんだいがくレコード）は、日本のレコードレーベルである。

## 解説
2005年頃発足し、ディスクユニオン、高円寺チョコレートチワワなど東京都内の販売店を中心にCDを出荷している。
所属アーティストのほぼすべてがインディーズ系のアーティストである。これはそもそもレーベルを立ち上げたINVADERの反メジャー的な音楽思想に基づき、意図的にそのような形態をとっていると想像される。だが、所属アーティストの一人安穂野香（セーラー服おじさん）が2009年、TBSの放映する人気テレビ番組『あらびき団』へ、定期的に出演するようになり、それまでインディーズの枠をでなかったレーベルの名は表舞台でも聞かれるようになった。
ちなみに安穂野香は2010年1月20日放送のあらびき団100回放送記念で「もう一度見たいランキングー!!」の4位にランキングされた。

## 主な所属アーティスト
佐伯誠之助、ピンクコメッツ、あなるちゃん、INVADER、魔ゼルな規犬、Lala、わたしのココ、桃吐マキル、安穂野香（セーラー服おじさん）、SkalarNicolTiestar